# Casa de Habad
Una Casa de Habad (en hebreu: בית חב "ד) (transliterat: Beit Chabad) (en anglès: Chabad House) és una institució que forma part del moviment Habad-Lubavitx, i serveix principalment com a centre per a la difusió del judaisme hassídic ortodox. També s'utilitza com a punt de trobada per als membres de Habad. Les cases de Habad són administrades pels Shluchim (emissaris) locals, enviats a un indret determinat pel Rebe de Lubavitx, el Rabí Menachem Mendel Schneerson. A les cases de Habad, el rabí i la seva esposa organitzen programes de benvinguda, activitats i serveis per a la comunitat jueva local i per als turistes. Aquestes institucions existeixen avui dia a tot el món, servint com a centres per a la comunitat jueva que ofereixen activitats educatives per respondre a les necessitats de tota la comunitat, independentment del seu grau d'observança religiosa. Cada centre té com a objectiu oferir un indret acollidor i informal per aprendre i observar el judaisme, i crear una atmosfera relaxant perquè tot el poble jueu es senti còmode en els esdeveniments de Habad. Algunes cases estan dins o prop dels campus universitaris, unes altres es troben en altres parts de la ciutat. Les cases de Habad solen estar dirigides per un rabí i per la seva esposa (Rebbetzin), sovint tenen l'ajuda de joves voluntaris i membres del moviment Habad.